# Міжпланетний простір

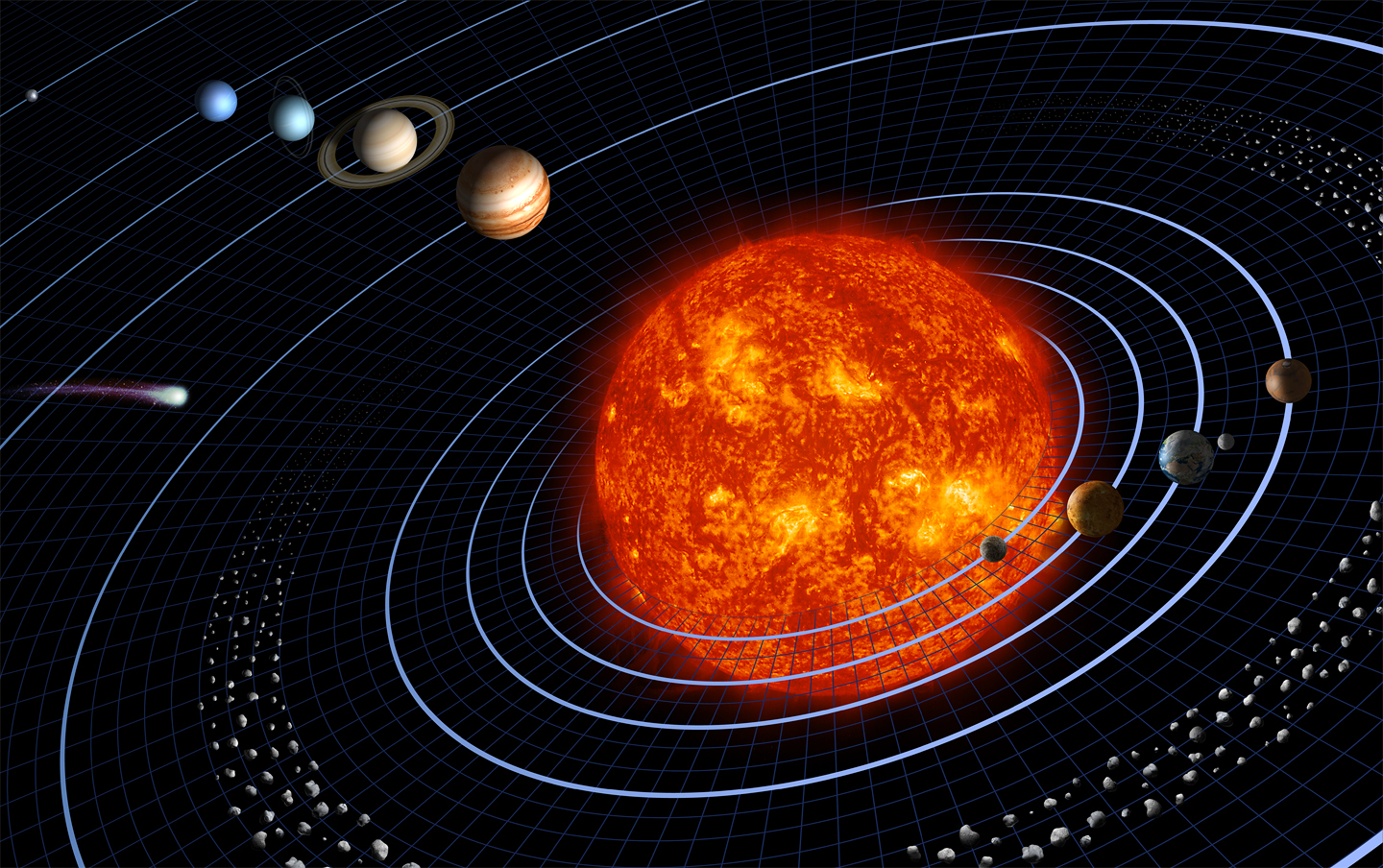
Ілюстрація НАСА: Сонячна система (масштаб не дотриманий).

Міжпланетний простір — ділянка космічного простору, обмежена орбітою найвіддаленішої від Сонця планети.
Міжпланетний простір не є абсолютним вакуумом; він заповнений міжпланетним середовищем: плазмою, пиловою та газовою складовими, і пронизаний електромагнітним випромінюванням Сонця та інших небесних тіл.
За умовною межею міжпланетного простору лежить міжзоряний простір.
Температуру міжпланетного простору в конкретній точці визначають, як температуру невеликої кульки з абсолютно чорної речовини, поміщеної на відповідній відстані від зорі (на орбіті Землі така кулька нагріється до 277 К).
До теперішнього часу виявлено безліч зірок, що мають власні планетні системи.

## Міжпланетний простір
Із 2006 року в міжпланетному просторі налічується вісім планет. Дві з них —  Меркурій і  Венера — розташовані ближче до Сонця, ніж Земля. Земля — третя за віддаленістю від Сонця планета, ще далі розташовані орбіти Марса, Юпітера, Сатурна, Урана і Нептуна. Останньою планетою Сонячної системи більше 70 років вважався Плутон. Однак розвиток космічної техніки спостережень дозволило астрономам виявити в околицях Сонця близько десятка об'єктів схожого розміру. Тому в серпні 2006 основним питанням чергової конференції  Міжнародного астрономічного союзу (IAU) став перегляд поняття «планета». 24 серпня 2006 Плутону і ще двом об'єктам Сонячної системи,  Ериді і  Церері, було призначено статус  карликових планет. Відтоді вважається, що міжпланетний простір Сонячної системи обмежено орбітою восьмої планети — Нептуна.
Чотири планети земної групи (Меркурій, Венера, Земля і Марс) являють собою кам'янисті кулі, решта — так звані «газові гіганти» — є зменшеною копією Сонячної системи з великою кількістю супутників, деякі з яких мають розміри, порівнянні з планетами земної групи.
Між орбітами Марса і Юпітера лежить пояс астероїдів, який є джерелом метеоритів, які бомбардують поверхні внутрішніх планет. Сліди цього бомбардування можна бачити на вкритій  кратерами поверхні  Місяця, Марса і Меркурія. Навіть на захищеній щільною атмосферою Землі виявлено більше 150 астроблем — кратерів від зіткнень із астероїдами.